# (32313) Zhangmichael
2000 QO39 (asteroide 32313) é um asteroide da cintura principal. Possui uma excentricidade de 0.10575800 e uma inclinação de 1.25287º.
Este asteroide foi descoberto no dia 24 de agosto de 2000 por LINEAR em Socorro.